# رودريغو خوسيه الكربون
رودريغو خوسيه الكربون (بالبرتغالية: Rodrigo José Carbone‏) (17 مارس 1974 في ريو دي جانيرو في البرازيل – )؛ هو لاعب كرة قدم سابق كان يلعب كمهاجم.

## وصلات خارجية
- رودريغو خوسيه الكربون على موقع رابطة كرة القدم اليابانية للمحترفين (اليابانية)
- رودريغو خوسيه الكربون على موقع دوري كوريا الجنوبية (الإنجليزية)
- رودريغو خوسيه الكربون على موقع قاعدة بيانات كرة القدم.إي يو (الإنجليزية)
- رودريغو خوسيه الكربون على موقع عالم كرة القدم.نت (الإنجليزية)